# Maria del Pilar Soler i Pont
Maria del Pilar Soler i Pont va néixer a Valls el 25 de maig de 1903 i era filla de Josep Soler Mestre, natural de Moja, i de Carme Pont Castells, de Valls. Va rebre l'educació al col·legi Cor de Maria de la mateixa ciutat. Es va casar a Valls amb Andreu Solé Calderó el 12 d'octubre de 1928. Van tenir dues filles i un fill, però la filla mitjana va morir abans que nasqués la petita. A part de la música, l'altra afició que tenia era la cuina. Va exercir la seva tasca formadora fins pocs dies abans de morir, el dia 1 de febrer de 1985, a Valls.

## Formació musical
El seu pare, un gran melòman, va intuir el seu talent musical i va ajudar-la a desenvolupar-lo des de molt joveneta. Durant molts anys va tenir de mestra de música la pianista vallenca Paquita Rodón. Ella la va aconsellar ampliar els estudis a Barcelona, amb el prestigiós mestre Frank Marshall i altres professors de la seva escola. L'objectiu era perfeccionar la tècnica pianística per poder exercir la docència musical. Al 1940 va ingressar també al conservatori de Barcelona.

## Professora de música
Acabada la carrera el 1941, va començar a impartir classes particulars de piano. Primerament, ensenyava a alguns coneguts i familiars. Sense adonar-se'n, l'alumnat es va anar ampliant. El que va començar com a col·loqui musical va seguir fins a presentar alumnat a exàmens oficials, un fet que es produí per primera vegada a Valls.
Tot i que el número d'alumnes no estan comptabilitzats, es pot dir que van ser alguns centenars. Alguns d'ells han esdevingut destacats mestres i professors de música, directors d'orquestres i corals o eminents concertistes i cantants.
El seu mestratge, el seu tracte, el saber fer i el saber ensenyar han deixat un record inesborrable als qui van ser els seus deixebles. Quan la seva filla Carmina va obrir l'Escola de Música a Valls, hi va continuar fent classes fins als seus últims dies.

## Col·laboracions amb representacions artístiques
Durant molts anys va col·laborar a Valls amb moltes representacions artístiques que s'organitzaven, ajudant-hi en la música, el cant o la dansa.

## Gran emprenedora
Maria del Pilar Soler i Pont va ser una de les dones més emprenedores de la ciutat i hi va deixar una forta petjada, que va animar moltes altres dones a seguir vinculades al teixit empresarial de Valls. Familiarment, és pionera de tres generacions de professionals de la música: els seus fills, un net i un besnét. De fet, el seu net Marc Moncusí actualment és un qualificat director d'orquestra.